# Cherokee Phoenix
«Чероки Феникс» (чероки ᏣᎳᎩ ᏧᎴᎯᏌᏅᎯ, Джалаги Джулэхисаныхи, англ. Cheroke Phoenix) — первая в истории США газета, издаваемая индейцами. Выходила с 1828 по 1835 гг., когда была запрещена властями штата Джорджия, на двух языках: английском и языке чероки, причём использовалась разработанная вождём Секвойей слоговая письменность чероки. Издателем газеты был Галлегина Уэти (он же Элиас Будино, 1800—1839), индеец-чероки, ставший христианским миссионером (известен также как переводчик Нового Завета на язык чероки). Газета внесла существенный вклад в развитие литературного языка чероки.
В настоящее время одноимённая газета издаётся нацией чероки в Оклахоме.